# Midnight Prayer (sång)
Midnight Prayer är en sång av skriven av Jonas Lundqvist. Den utgör tredje spår på Bad Cash Quartets tredje och sista studioalbum Midnight Prayer (2003) och utgavs även som singel samma år.
"Midnight Prayer" spelades in i Svenska Grammofonstudion i Göteborg. Som B-sida valdes den tidigare outgivna låten "Can I Have Another Try", skriven av Lundqvist och Martin Elisson. "Midnight Prayer" tog sig in på Trackslistan där den låg elva veckor mellan den 30 augusti och 8 november 2003, som bäst på plats tre.

## Låtlista
1. "Midnight Prayer" – 3:15
2. "Can I Have Another Try" – 3:07

## Mottagande

### Kritikerröster
Nöjesguiden skrev i sin recension: "Att de väljer den väldigt konstiga Hare Krishna-Dungen-allsångslåten Midnight Prayer som singel och albumtitel, bara för att den är så jävla viktig för att få den där tjejen i låten att förstå att trummisen är kär i henne, är väldigt sympatiskt."

### Listplaceringar
| Lista (2003) | Topplacering |
| ------------ | ------------ |
| Tracks       | 3            |